# Krasoňovice (Zbraslavice)
Krasoňovice (německy Krasionowitz) jsou malá vesnice, část obce Zbraslavice v okrese Kutná Hora. Nachází se asi čtyři kilometry jihozápadně od Zbraslavic. Krasoňovice jsou také název katastrálního území o rozloze 3,13 km².

## Historie
První písemná zmínka o vesnici pochází z roku 1384.

### Sklárna
V roce 1785 zde uvedl znovu do provozu skelnou huť Johann Ignác Eisner. Za huť zaplatil zdejší vrchnosti na patnáct let dopředu. Huť pak dále provozoval jeho syn Josef. Ještě před vypršením smlouvy však v roce 1798 z hutě odešel do Slavětína, a měl tak u majitele panství k dobru 3 300 zlatých.
Jako sklář zde působil také Václav Kavalír, kterému se tu v roce 1796 narodil syn František. Ten se stal o 40 let později zakladatelem sázavských skláren Kavalier, které vyvážely sklo do mnoha zemí světa.

## Fotogalerie

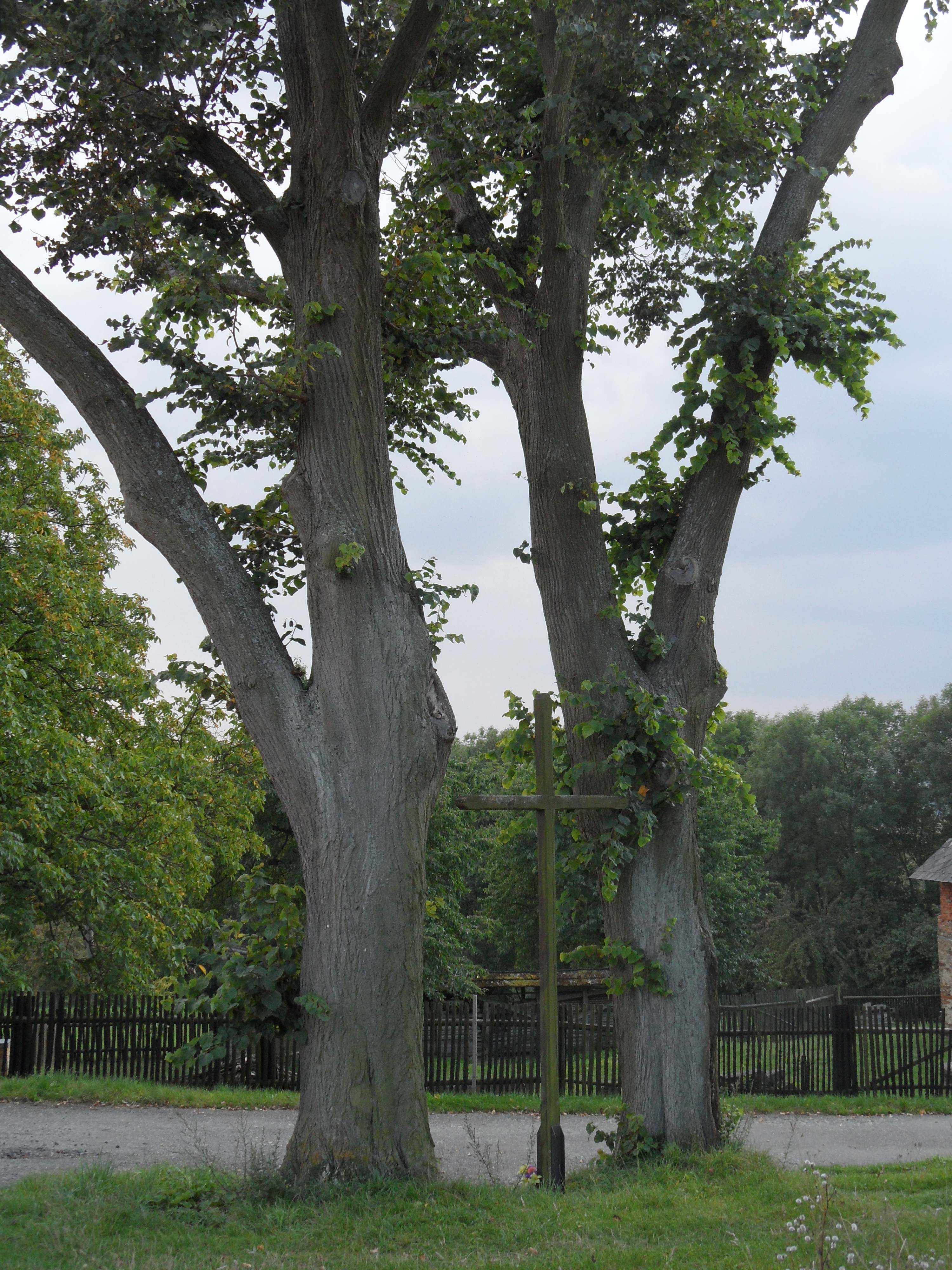
Křížek mezi stromy
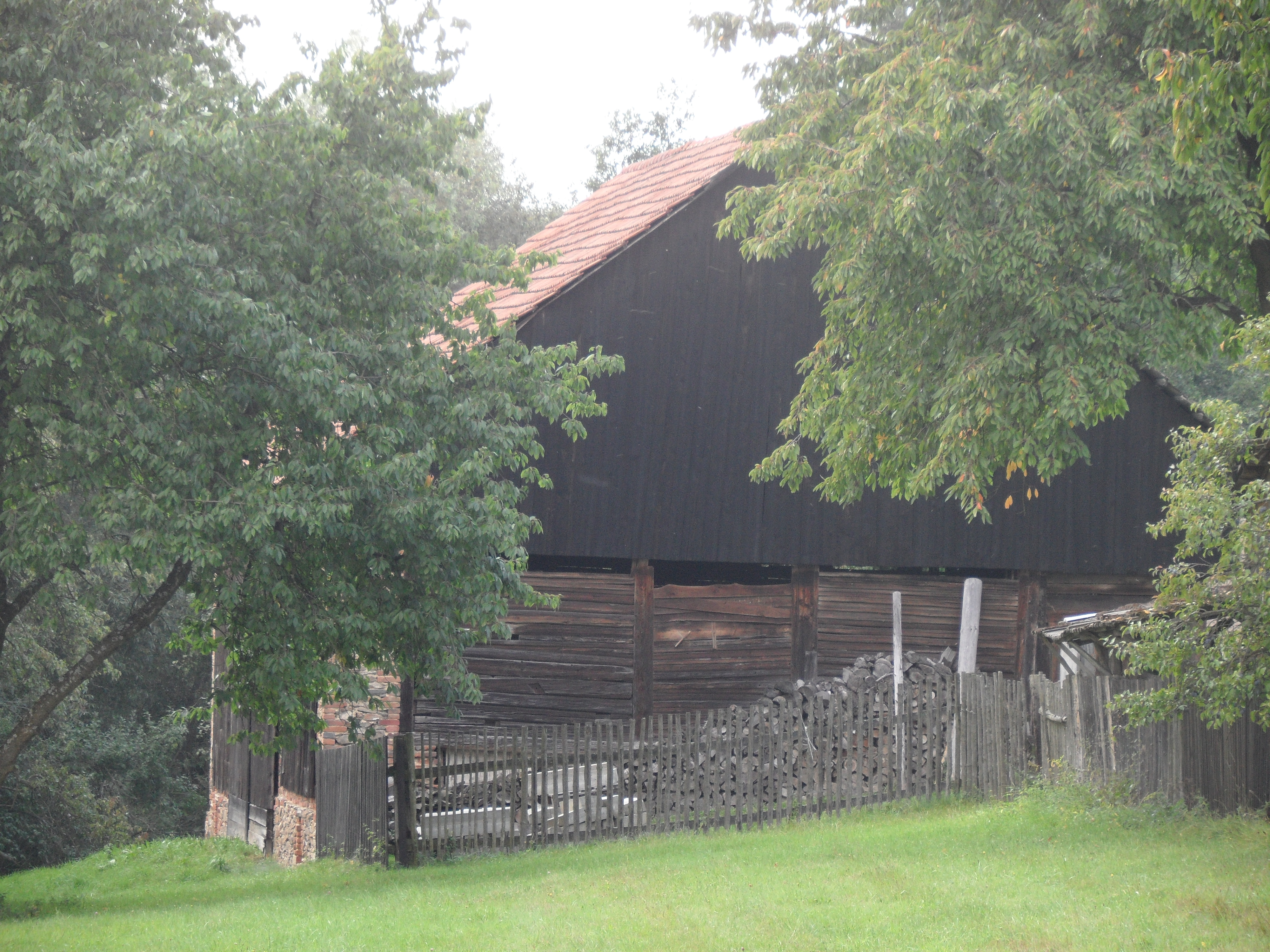
Staré stavení
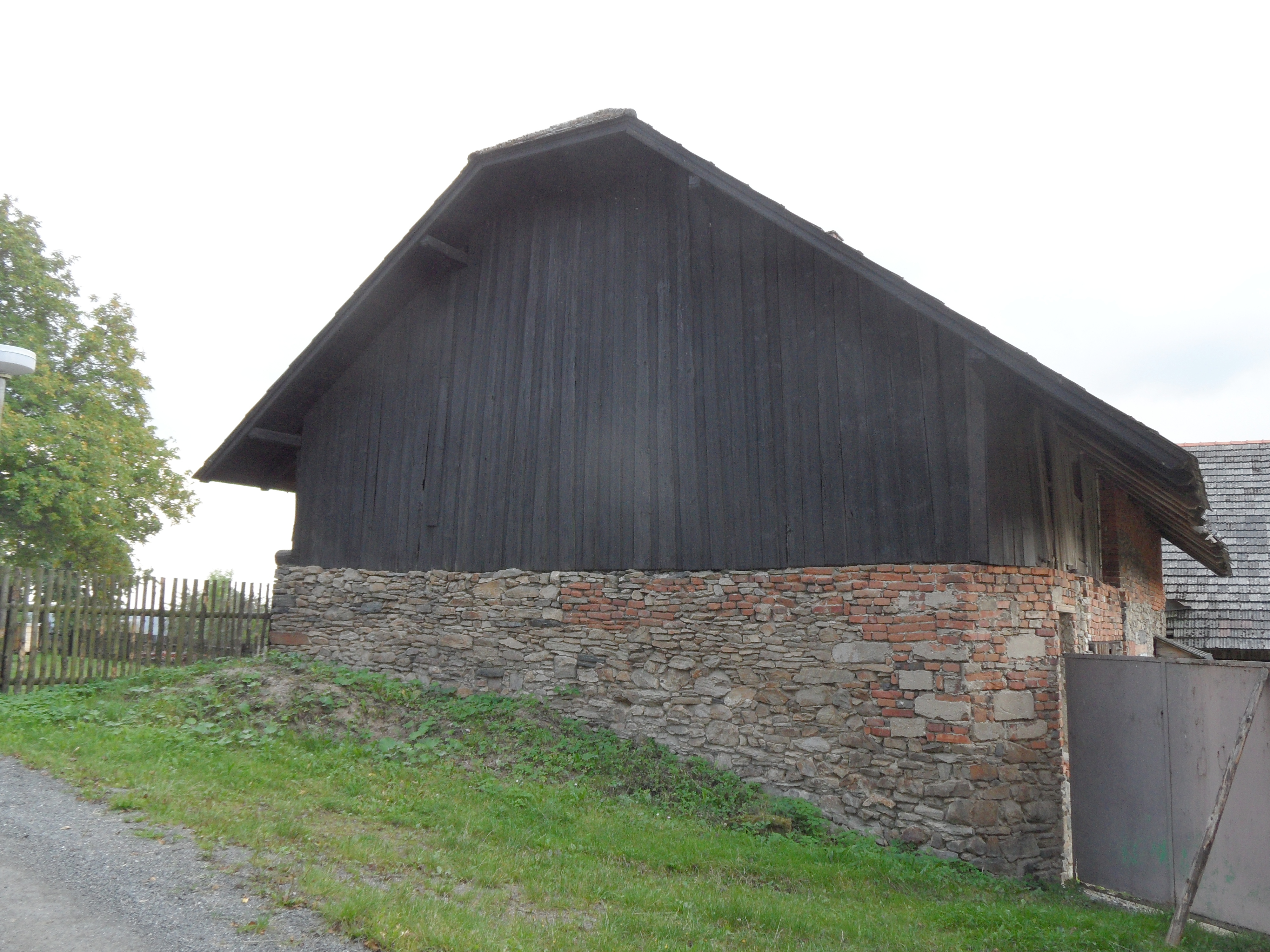
Staré stavení v uličce
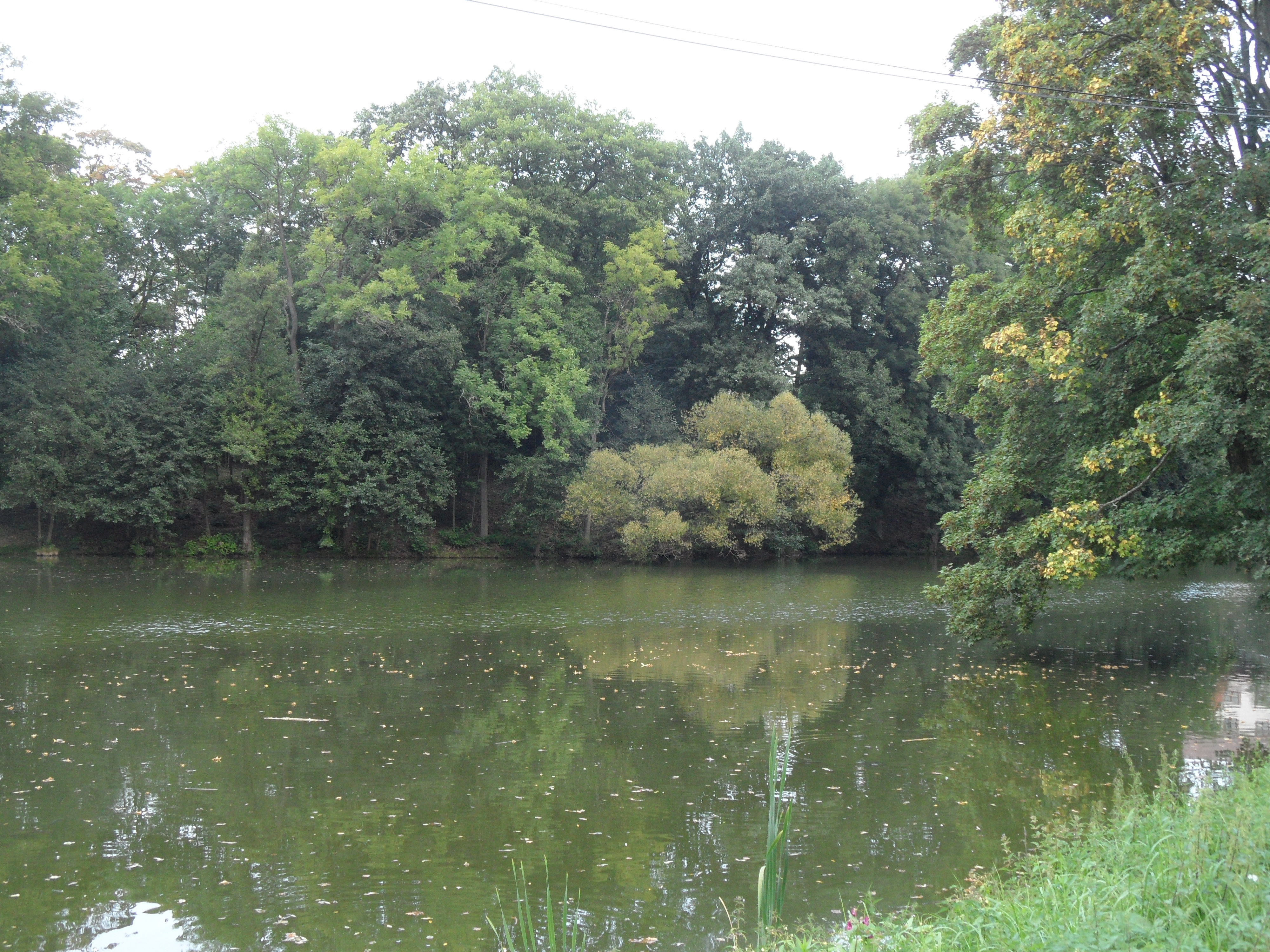
Rybník v obci